# .car
.car – internetowa domena najwyższego poziomu, przeznaczona dla serwisów związanych tematycznie z samochodami, motoryzacją. Domena została zatwierdzona przez ICANN 22 stycznia 2015 roku. Dodana do serwerów głównych w lutym 2015 roku.